# Violet (Luisiana)
Violet es un lugar designado por el censo ubicado en la parroquia de St. Bernard en el estado estadounidense de Luisiana. En el Censo de 2010 tenía una población de 4973 habitantes y una densidad poblacional de 419,78 personas por km².

## Geografía
Violet se encuentra ubicado en las coordenadas 29°53′49″N 89°53′34″O / 29.89694, -89.89278. Según la Oficina del Censo de los Estados Unidos, Violet tiene una superficie total de 11.85 km², de la cual 10.17 km² corresponden a tierra firme y (14.17%) 1.68 km² es agua.

## Demografía
Según el censo de 2010, había 4973 personas residiendo en Violet. La densidad de población era de 419,78 hab./km². De los 4973 habitantes, Violet estaba compuesto por el 40.52% blancos, el 55.4% eran afroamericanos, el 0.66% eran amerindios, el 0.56% eran asiáticos, el 0.02% eran isleños del Pacífico, el 0.92% eran de otras razas y el 1.91% pertenecían a dos o más razas. Del total de la población el 4.69% eran hispanos o latinos de cualquier raza.